# Dzietrzniki (przystanek kolejowy)
Dzietrzniki – przystanek kolejowy w Dzietrznikach, w województwie łódzkim, w Polsce. Przystanek położony jest na linii kolejowej nr 181.
W roku 2017 przystanek obsługiwał 0–9 pasażerów na dobę.

## Połączenia bezpośrednie
- Katowice
- Kępno
- Krzepice
- Tarnowskie Góry
- Wieluń